# سماق (يكباغ)
سماق هي بلدة في مقاطعة يكباغ في ولاية قشقداريا في أوزبكستان.